# Aleksandr Kokorin
Aleksandr Aleksandrowicz Kokorin (ros. Александр Александрович Кокорин; ur. 19 marca 1991 w Wałujkach) – rosyjski piłkarz występujący na pozycji napastnika w cypryjskim klubie Aris Limassol, na wypożyczeniu z ACF Fiorentina. 48-krotny reprezentant kraju.

## Życiorys

### Kariera piłkarska
W zespole Dinama Moskwa zadebiutował 4 października 2008 w meczu przeciwko Saturnowi Ramienskoje. Strzelając bramkę w 18. minucie spotkania, stał się najmłodszym strzelcem bramki w historii Rosyjskiej Priemjer-Ligi (17 lat i 199 dni). 29 lipca 2009, zdobył zwycięską bramkę w wygranym 1:0 meczu z Celtic FC w pierwszej części dogrywki rundy kwalifikacyjnej Ligi Mistrzów w Glasgow, jednak jego klub nie zdołał dostać się do fazy grupowej.
22 września 2012 zagrał swój setny mecz w Priemjer-Lidze.
Przed sezonem 2013/14 trafił do Anży Machaczkała za 19 mln €, jednak w związku z dużymi problemami finansowymi klubu z Dagestanu, zawodnik wraz z Igorem Denisowem i Jurijem Żyrkowem, 7 sierpnia 2013, powrócił do Dinama Moskwa za nieujawnioną kwotę. Pierwszy raz po powrocie zagrał w meczu z Zenitem, wchodząc w drugiej połowie z ławki.
W pierwszej kolejce ligowej sezonu 2014/15, zdobył pierwszego hat tricka w karierze – strzelił trzy gole, a jego drużyna rozbiła FK Rostów 7:3.
30 stycznia 2016 został zawodnikiem Zenitu Petersburg. Kontrakt wygasł 30 czerwca 2019.
16 września 2019 ponownie podpisał kontrakt z rosyjskim klubem Zenit Petersburg.

### Sprawa karna Mamajewa i Kokorina
W październiku 2018 Pawieł Mamajew i Aleksandr Kokorin zostali aresztowani pod zarzutem pobicia. Podejrzenie to potwierdziły nagrania z kamer monitoringu, a poszkodowanym okazał się pracownik Ministerstwa Przemysłu i Handlu Rosji, Denis Pak. Obaj piłkarze zostali skazani na karę pozbawienia wolności z nakazem odbywania kary w kolonii karnej o ogólnym rygorze (Mamajew – 17 miesięcy, Kokorin – 18 miesięcy).
Swoje oburzenie sytuacją wyraziły: Priemjer-Liga, Rosyjski Związek Piłkarski, oraz rzecznik prezydenta Rosji, Dmitrij Pieskow. Z kolei trener Rinat Bilaletdinow stwierdził, że po odbyciu kary zawodnicy „rozpoczną nowe życie”, a sprawa została przesadnie nagłośniona przez media. Chęć zatrudnienia obu zawodników po wyjściu z więzienia zadeklarował klub Achmat Grozny.

## Sukcesy

### Klubowe
Zenit Petersburg
- Mistrz Rosji: 2018-2019
- Zdobywca Pucharu Rosji: 2015-2016
- Zdobywca Superpucharu Rosji: 2016

### Reprezentacyjne
Rosja
- Uczestnik Mistrzostw Europy: 2012 i 2016
- Uczestnik Mistrzostw Świata: 2014